# Rikki Don't Lose That Number
"Rikki Don't Lose That Number" is een nummer van de Amerikaanse band Steely Dan. Het nummer verscheen op hun album Pretzel Logic uit 1974. Op 25 april van dat jaar werd het nummer uitgebracht als de eerste single van het album.

## Achtergrond
"Rikki Don't Lose That Number" is geschreven door basgitarist Walter Becker en zanger Donald Fagen en geproduceerd door Gary Katz. Jim Gordon bespeelt de drums op het nummer, net zoals op het grootste deel van Pretzel Logic. De gitaarsolo werd ingespeeld door Jeff Baxter, die zich korte tijd later bij The Doobie Brothers aansloot. De introductie wordt door Victor Feldman bespeeld op de flapamba, een variatie van de marimba. Dit intro verscheen niet op de oorspronkelijke singleversie van het nummer. Op de heruitgave van de single is het intro wel te horen. Dit intro is bijna een directe kopie uit "Song for My Father" van Horace Silver.
"Rikki Don't Lose That Number" groeide uit tot de grootste hit van Steely Dan met een vierde plaats in de Amerikaanse Billboard Hot 100, terwijl het in Canada nog een positie hoger piekte. Tevens werd in Australië de dertigste plaats behaald. In Nederland kwam het respectievelijk tot de negentiende en achttiende plaats in de Top 40 en de Nationale Hitparade, terwijl in Vlaanderen geen hitlijsten werden gehaald. Bij de heruitgave in 1979 bereikte de single ook de Britse hitlijsten met plaats 58 als hoogste notering.

## Hitnoteringen

### Nederlandse Top 40
| Hitnotering: 22-06-1974 t/m 20-07-1974 | Hitnotering: 22-06-1974 t/m 20-07-1974 | Hitnotering: 22-06-1974 t/m 20-07-1974 | Hitnotering: 22-06-1974 t/m 20-07-1974 | Hitnotering: 22-06-1974 t/m 20-07-1974 | Hitnotering: 22-06-1974 t/m 20-07-1974 | Hitnotering: 22-06-1974 t/m 20-07-1974 |
| Week                                   | 1                                      | 2                                      | 3                                      | 4                                      | 5                                      |                                        |
| -------------------------------------- | -------------------------------------- | -------------------------------------- | -------------------------------------- | -------------------------------------- | -------------------------------------- | -------------------------------------- |
| Positie                                | 29                                     | 21                                     | 19                                     | 31                                     | 34                                     | uit                                    |

### Nationale Hitparade
| Hitnotering: 08-06-1974 t/m 06-07-1974 | Hitnotering: 08-06-1974 t/m 06-07-1974 | Hitnotering: 08-06-1974 t/m 06-07-1974 | Hitnotering: 08-06-1974 t/m 06-07-1974 | Hitnotering: 08-06-1974 t/m 06-07-1974 | Hitnotering: 08-06-1974 t/m 06-07-1974 | Hitnotering: 08-06-1974 t/m 06-07-1974 |
| Week                                   | 1                                      | 2                                      | 3                                      | 4                                      | 5                                      |                                        |
| -------------------------------------- | -------------------------------------- | -------------------------------------- | -------------------------------------- | -------------------------------------- | -------------------------------------- | -------------------------------------- |
| Positie                                | 29                                     | 27                                     | 25                                     | 25                                     | 18                                     | uit                                    |

### NPO Radio 2 Top 2000
| Nummer met noteringen in de NPO Radio 2 Top 2000 | '99 | '00 | '01 | '02 | '03 | '04 | '05 | '06  | '07  | '08 | '09  | '10  | '11  | '12  | '13  | '14  | '15 | '16  | '17  |
| ------------------------------------------------ | --- | --- | --- | --- | --- | --- | --- | ---- | ---- | --- | ---- | ---- | ---- | ---- | ---- | ---- | --- | ---- | ---- |
| Rikki Don't Lose That Number                     | 728 | 839 | 792 | 613 | 827 | 926 | 980 | 1121 | 1144 | 986 | 1178 | 1153 | 1287 | 1564 | 1390 | 1562 | -   | 1939 | 1792 |

1. ↑  Een '-' betekent dat het nummer niet was genoteerd en een vetgedrukt getal geeft de hoogste notering aan.
2. ↑  Deze tabel is bijgewerkt tot en met de laatste editie (2024).